# Caratê nos Jogos Europeus de 2015 - Até 55 kg feminino
A competição feminina até 55 kg do caratê nos Jogos Europeus de 2015 foi realizada no Baku Crystal Hall em 13 de junho de 2015.

## Calendário
Horário de verão do Azerbaijão (UTC+5).
| Data        | Horário | Fase                |
| ----------- | ------- | ------------------- |
| 13 de junho | 10:00   | Fase qualificatória |
| 13 de junho | 15:30   | Semifinal           |
| 13 de junho | 17:00   | Final               |

## Medalhistas
| Ouro   | FRA Emily Thouy      |
| Prata  | CRO Jelena Kovačević |
| Bronze | AZE Ilaha Gasimova   |

## Resultados

### Fase qualificatória

#### Grupo A
| Atleta                      | J | V | E | D | Pontos | Pontos | Pontos |
| Atleta                      | J | V | E | D | GP     | GC     | Dif    |
| --------------------------- | - | - | - | - | ------ | ------ | ------ |
| FRA Emilie Thouy            | 3 | 2 | 1 | 0 | 10     | 0      | +10    |
| ESP Christina Ferrer Garcia | 3 | 2 | 1 | 0 | 4      | 0      | +4     |
| SRB Branka Arandjelovic     | 3 | 1 | 0 | 2 | 4      | 4      | 0      |
| NOR Bettina Alstadsæther    | 3 | 0 | 0 | 3 | 0      | 14     | -14    |

|                             | Placar |                             |
| --------------------------- | ------ | --------------------------- |
| FRA Emilie Thouy            | 7-0    | NOR Bettina Alstadsæther    |
| ESP Christina Ferrer Garcia | 1–0    | SRB Branka Arandjelovic     |
| FRA Emilie Thouy            | 3–0    | SRB Branka Arandjelovic     |
| ESP Christina Ferrer Garcia | 3–0    | NOR Bettina Alstadsæther    |
| NOR Bettina Alstadsæther    | 0–4    | SRB Branka Arandjelovic     |
| FRA Emilie Thouy            | 0–0    | ESP Christina Ferrer Garcia |

#### Grupo B
| Atleta               | J | V | E | D | Pontos | Pontos | Pontos |
| Atleta               | J | V | E | D | GP     | GC     | Dif    |
| -------------------- | - | - | - | - | ------ | ------ | ------ |
| CRO Jelena Kovacevic | 3 | 1 | 2 | 0 | 2      | 1      | +1     |
| AZE Ilaha Qasimova   | 3 | 2 | 0 | 1 | 5      | 1      | +4     |
| TUR Tuba Yakan       | 3 | 1 | 1 | 1 | 5      | 1      | +4     |
| LUX Jennifer Warling | 3 | 0 | 1 | 2 | 1      | 10     | -9     |

|                      | Placar |                      |
| -------------------- | ------ | -------------------- |
| TUR Tuba Yakan       | 0–0    | CRO Jelena Kovacevic |
| LUX Jennifer Warling | 0–4    | AZE Ilaha Qasimova   |
| TUR Tuba Yakan       | 0–1    | AZE Ilaha Qasimova   |
| LUX Jennifer Warling | 1–1    | CRO Jelena Kovacevic |
| CRO Jelena Kovacevic | 1–0    | AZE Ilaha Qasimova   |
| TUR Tuba Yakan       | 5–0    | LUX Jennifer Warling |

## Finais
|  | Semifinais                  | Semifinais           |   |                    | Final                       | Final |  |
|  |                             |                      |   |                    |                             |       |  |
|  |                             |                      |   |                    |                             |       |  |
|  | FRA Emilie Thouy            | 6                    |   |                    |                             |       |  |
|  | AZE Ilaha Qasimova          | 1                    |   |                    |                             |       |  |
|  |                             |                      |   |                    |                             |       |  |
|  |                             |                      |   |                    |                             |       |  |
|  |                             |                      |   |                    | FRA Emily Thouy             | 2     |  |
|  |                             | CRO Jelena Kovacevic | 1 |                    |                             |       |  |
|  |                             |                      |   |                    |                             |       |  |
|  |                             |                      |   |                    |                             |       |  |
|  |                             |                      |   |                    | Disputa pelo bronze         |       |  |
|  |                             |                      |   |                    |                             |       |  |
|  | ESP Christina Ferrer Garcia | 1                    |   | AZE Ilaha Qasimova | 5                           |       |  |
|  | CRO Jelena Kovacevic        | 2                    |   |                    | ESP Christina Ferrer Garcia | 2     |  |